# Antherophagus canescens
Antherophagus canescens är en skalbaggsart som beskrevs av Antoine Henri Grouvelle 1916. Antherophagus canescens ingår i släktet Antherophagus, och familjen fuktbaggar. Arten är reproducerande i Sverige.